# Bryoplaca
Bryoplaca is een geslacht van korstmossen behorend tot de familie Teloschistaceae. De typesoort is Bryoplaca sinapisperma.

## Geslachten
Volgens Index Fungorum telt het geslacht drie soorten (peildatum december 2023):
| Soortnaam               | Auteur(s)                      | Publicatiejaar |
| ----------------------- | ------------------------------ | -------------- |
| Bryoplaca jungermanniae | (Vahl) Søchting, Frödén & Arup | 2013           |
| Bryoplaca sinapisperma  | (DC.) Søchting, Frödén & Arup  | 2013           |
| Bryoplaca tetraspora    | (Nyl.) Søchting, Frödén & Arup | 2013           |